# Wales (Massachusetts)
Wales és una població dels Estats Units a l'estat de Massachusetts. Segons el cens del 2000 tenia 1.737 habitants.

## Demografia
Segons el cens del 2000, Wales tenia 1.737 habitants, 660 habitatges, i 481 famílies. La densitat de població era de 42,6 habitants/km².
Dels 660 habitatges en un 33,5% hi vivien nens de menys de 18 anys, en un 57,4% hi vivien parelles casades, en un 11,1% dones solteres, i en un 27,1% no eren unitats familiars. En el 20,3% dels habitatges hi vivien persones soles el 5,2% de les quals corresponia a persones de 65 anys o més que vivien soles. El nombre mitjà de persones vivint en cada habitatge era de 2,63 i el nombre mitjà de persones que vivien en cada família era de 3,01.
Per edats la població es repartia de la següent manera: un 25% tenia menys de 18 anys, un 6,4% entre 18 i 24, un 32,2% entre 25 i 44, un 29% de 45 a 60 i un 7,3% 65 anys o més.
L'edat mediana era de 38 anys. Per cada 100 dones de 18 o més anys hi havia 96,1 homes.
La renda mediana per habitatge era de 48.906 $ i la renda mediana per família de 51.629$. Els homes tenien una renda mediana de 39.766 $ mentre que les dones 27.557$. La renda per capita de la població era de 21.267$. Entorn de l'1,8% de les famílies i el 3,5% de la població estaven per davall del llindar de pobresa.